# Don't Be Cruel
"Don't Be Cruel" är en låt skriven av Otis Blackwell och inspelad av Elvis Presley i juli 1956. Den släpptes av RCA Records både på vinylsingel och 78-varvare som dubbel A-sida, tillsammans med låten Hound Dog som spelades in vid samma tillfälle. Båda låtarna blev mycket framgångsrika och Don't Be Cruel låg etta på tre av Billboards singellistor samtidigt. Presley gjorde 28 tagningar innan han var helt nöjd med låten. På inspelningen medverkar, förutom Presley själv: Scotty Moore (gitarr), Bill Black (bas), D.J. Fontana (trummor) samt sånggruppen The Jordanaires.

## Listplaceringar
- Billboard Hot 100, USA: #1[4]
- Billboard R&B-singles: #1
- Billboard country singles: #1